# Confédération générale du travail de Guadeloupe
La Confédération générale du travail de Guadeloupe (CGTG) est un syndicat de Guadeloupe. La CGTG a été fondée en 1962, lors de la séparation de la fédération guadeloupéenne de la Confédération générale du travail française en un syndicat indépendant. La CGTG est particulièrement représentée parmi les travailleurs des plantations de bananes et dans la région de Basse-Terre.
Historiquement, la CGTG est liée au Parti communiste guadeloupéen (PCG). En 1965, la CGTG commence la publication de La Tribune Ouvrière.
En 2000, le congrès du PCG adopte une nouvelle ligne d'action, appelant à des manifestations de rue, des grèves et à la désobéissance civile afin de faire pression sur l'État français pour qu'il accorde un nouveau statut à la Guadeloupe. Le congrès du PCG déclare également que le parti soutiendrait les luttes syndicales, même si elles n’étaient pas directement menées par le parti. Ces ajustements ouvrent la voie à une plus grande coopération entre la CGTG et l'Union générale des travailleurs de Guadeloupe (UGTG), syndicat indépendantiste.
En janvier 2002, un membre du groupe trotskiste Combat ouvrier, Jean-Marie Nomertin, est élu secrétaire général lors d'une réunion du Comité exécutif de la CGTG. Un accord est trouvé entre les militants du PCG et de Combat ouvrier. Nomertin, jusqu'alors secrétaire général de la CGTG-Banane, succède au militant du PCG Claude Morvan. Morvan avait été secrétaire général de 1975 à 2002. Avant Morvan, Hermann Songeons était le secrétaire général de la CGTG,,,.
Lors des élections de 2002 au Conseil paritaire des Prud'hommes de la Guadeloupe, la CGTG arrive deuxième avec 15 sièges sur 48. 28 % des salariés ont participé au vote. En 2008, la CGTG remporte 14 sièges.
En 2003, on estime que le CGTG comptait 5 000 membres.
En décembre 2008, la CGTG participe à l'organisation d'une grève générale en Guadeloupe, aux côtés d'autres syndicats, partis politiques et mouvements sociaux, au sein du Liyannaj Kont Pwofitasyon (LKP). La grève est organisée pour exiger une baisse des prix de consommation et une augmentation des salaires. Durant le mouvement, un militant de la CGTG, Jacques Bino, est assassiné le 18 février 2009 alors qu'il rentre d'un meeting du LKP. Les accords signés les 26 février et 4 mars 2009 pour mettre fin au mouvement portent son nom en son hommage. Son meurtre reste toujours non élucidé.